# Élections générales saskatchewanaises de 2024
Les élections générales saskatchewanaises de 2024 (en anglais : Saskatchewan general election, 2024) ont lieu le 28 octobre 2024 afin d'élire les 61 députés de la 30e législature de l'Assemblée législative de la province canadienne de Saskatchewan.
Subissant une importante diminution de son nombre de députés, le Parti saskatchewanais dirigé par Scott Moe réussit néanmoins à se maintenir au pouvoir avec 34 députés élus, soit son plus faible score depuis sa prise du pouvoir en 2007.

## Assemblée sortante
| Parti | Parti                        | Chef         | Sièges | Sièges   | Candidats |
| Parti | Parti                        | Chef         | 2020   | Sortants | Candidats |
| ----- | ---------------------------- | ------------ | ------ | -------- | --------- |
|       | Parti saskatchewanais        | Scott Moe    | 48     | 42       | 61        |
|       | NPD                          | Carla Beck   | 13     | 14       | 61        |
|       | Parti uni de la Saskatchewan | Jon Hromek   | -      | 1        | 31        |
|       | Indépendants                 | Indépendants | -      | 3        | 2         |
|       | Vacants                      | Vacants      | -      | 1        | -         |
| Total | Total                        | Total        | 61     | 61       | 61        |

## Sondages
Légende : SKP : Parti saskatchewanais, NDP : Nouveau Parti démocratique, PCS : Parti progressiste-conservateur, SPP : Parti du progrès, SUP : Parti uni, BPS : Parti Buffalo, GPS : Parti vert

## Résultats
|                           |                                 |         |       |      |        |               |  |  |  |
| Parti                     | Parti                           | Votes   | %     | +/–  | Sièges | +/–           |  |  |  |
|                           | Parti saskatchewanais           | 244 037 | 52,26 | 8,86 | 34     | 14            |  |  |  |
|                           | Nouveau Parti démocratique      | 188 373 | 40,34 | 8,52 | 27     | 14            |  |  |  |
|                           | Parti uni de la Saskatchewan    | 18 023  | 3,86  | Nv.  | 0      | en stagnation |  |  |  |
|                           | Parti vert                      | 7 957   | 1,70  | 0,57 | 0      | en stagnation |  |  |  |
|                           | Parti progressiste-conservateur | 4 397   | 0,94  | 0,96 | 0      | en stagnation |  |  |  |
|                           | Parti buffalo                   | 3 267   | 0,70  | 1,86 | 0      | en stagnation |  |  |  |
|                           | Parti du progrès                | 536     | 0,11  | 0,03 | 0      | en stagnation |  |  |  |
|                           | Indépendants                    | 340     | 0,07  | 0,17 | 0      | en stagnation |  |  |  |
|                           |                                 |         |       |      |        |               |  |  |  |
| Votes valides             | Votes valides                   | 466 930 | 99,12 |      |        |               |  |  |  |
| Votes blancs et invalides | Votes blancs et invalides       | 4 157   | 0,88  |      |        |               |  |  |  |
| Total                     | Total                           | 471 087 | 100   | –    | 61     | en stagnation |  |  |  |
| Abstention                | Abstention                      | 358 797 | 43,23 |      |        |               |  |  |  |
| Inscrits / participation  | Inscrits / participation        | 829 884 | 56,77 |      |        |               |  |  |  |